# 몬트리올
몬트리올 또는 몽레알 (Montréal, 프랑스어: [mɔ̃ʁeal] ( 듣기))은 캐나다에서 두 번째로 인구가 가장 많은 도시이자 퀘벡주에서 가장 인구가 많은 도시이기도 하다. 1642년에 '마리아의 도시'라는 뜻의 빌마리로 설립된 이 도시는 도시 중심의 봉우리가 세 개로 이루어진 루아얄산 (Mont-Royal, 몽루아얄)의 이름을 따서 지어졌다. 몬트리올은 어원과 이름이 똑같은 몬트리올섬과 몇 개의 작은 섬들로 이루어져있는데, 그 중 가장 큰 섬은 비자르섬이다. 몬트리올은 캐나다 수도인 오타와에서 동쪽으로 196km 떨어져 있고 퀘벡 주도인 퀘벡에서 서쪽으로 258km 떨어져있다.
2016년 기준, 시 인구는 1,704,694명이고, 몬트리올섬 전체를 포함한 몬트리올 행정지역의 인구는 1,942,247명, 몬트리올 광역 지역의 인구는 4,098,247명이다. 몬트리올시의 공용어는 프랑스어이고 2016년 기준 61.2%가 프랑스어를 집에서 사용하고, 23.1%가 영어를 사용하는 한편 26.4%는 다른 언어를 사용하였다 (여기에는 복수 응답도 포함되어있다). 몬트리올 광역권에서는 71.2%가 집에서 프랑스어를 사용하였으며 19.0%는 영어를 사용하였다. 하지만 2016년 기준으로 몬트리올시의 87.4%가 프랑스어를 유창하게 구사하였고 광역권에서는 91.4%에 해당하였다. 몬트리올은 퀘벡과 캐나다에서 두 언어가 가장 많이 혼용되는 도시이기도 하고 57.4%가 영어와 프랑스어를 둘 다 구사할 수 있다. 몬트리올은 경제개발이 앞선 나라 중에서 파리 다음으로 가장 큰 프랑스어 도시이기도 하다.
역사적으로 캐나다의 상업 중심 도시로, 몬트리올은 1970년대까지만 해도 인구와 경제 규모에서 토론토를 앞섰다. 몬트리올은 여전히 상업, 항공, 교통, 금융, 제약, 기술, 디자인, 교육, 미술, 문화, 관광, 음식, 패션, 게임 개발, 영화와 국제정치에 있어서 중요한 도시이다. 몬트리올은 북미에서 두 번째로 영사관이 가장 많으며 국제 민간 항공 기구 본부가 위치해있으며, 2006년에 유네스코 디자인 창의도시로 선정되었다.
몬트리올은 1967년 세계박람회와 1976년 하계 올림픽을 포함한 다양한 국제 전시와 행사를 개최하였다. 몬트리올은 하계 올림픽을 개최한 캐나다의 유일한 도시이기도 하다. 2018년에 몬트리올은 알파- 도시로 선정되었다. 몬트리올은 포뮬러 원 캐나다 그랑프리를 1978년부터 주최하고, 세계에서 가장 큰 재즈 축제인 몬트리올 세계 재즈 축제, Just for Laughs 축제,와 전세계 최대 규모의 프랑스어 음악 축제인 몬트리올 프랑코 축제 등이 열린다. 몬트리올은 또한 스탠리 컵을 가장 많이 차지한 아이스하키 구단인 카나디앵 드 몽레알의 본거지이다.

## 어원
몬트리올은 표준 프랑스어로 locally [mɔ̃ʁeal] ( 듣기)라고 발음하고, 퀘벡 프랑스어는 locally [mɒ̃ʁeal] ( 듣기)로 발음하며, 캐나다 영어로는 locally [ˌmʌntriːˈɒl] ( 듣기)라고 발음한다. 모호크어에서는 몬트리올을 치오차게 (Tiohtià:ke)라고 하며, 물줄기가 만나는 곳을 뜻한다. 오지브웨어에서는 이곳을 무니양 (Mooninyaang)이라고 부르며 '첫 번째 쉼터'라는 뜻이다.
루아르 계곡의 라플레슈에서 온 유럽의 정착민들은 1642년에 설립한 이 마을을 '마리아의 도시'라는 뜻인 빌마리 (Ville-Marie)라고 지었다. 오늘날의 이름은 도시 중심에 있는 봉우리가 세 개 있는 루아얄산에서 비롯하였는데, 한 가설에 따르면 이 이름은 몽 레알 (mont Réal)에서 비롯하였으며, 16세기 프랑스어에서는 레알 (réal)과 루아얄 (royal)을 혼용해서 몽레알로 굳어졌다는 설이다. 프랑스의 탐험가 자크 카르티에는 1535년에 아메리카 대륙에 두 번째로 다다랐을 때 이곳을 뒤덮고 있는 산을 보면서 "산 근처에는 오슐라가 마을이 자리를 잡았고 마을 외부는 요새로 둘러싸였다. 우리는 이 산을 루아얄산이라고 명명한다."라고 여행록에 기록하였다. 카르티에와 동행하던 측근은 클로드 드 퐁브리앙으로 프랑스 오크어 지역인 몽레알성의 영주였다. 몽레알과 뒤집어진 이름인 레알몽은 프랑스 남부에서 자주 쓰이는 이름이었다. 또다른 가설은 1556년 지도에서 이 산 이름을 이탈리아어로 몬테 레알 (Monte Real)이라고 표기했을 가능성이 제기되었으나, 퀘벡주 지명위원회는 이는 오해라며 부정하였다.

## 역사

### 유럽인 도착 이전
이 지역의 고고학 자료를 토대로 볼 때 원주민들은 5천 년 전부터 몬트리올섬에 살고 있었다. 11세기에서 16세기 말까지 호우더노우쇼우니 (오늘날의 뉴욕)의 이로쿼이족들과는 민족과 문화적으로 다른 세인트로렌스 이로쿼이족이 몬트리올섬에 자리를 잡았다. 유목 생활을 하던 기존 원주민들과는 달리 이들은 옥수수를 재배하고 강에서 물고기를 잡아 생활하던 농경 민족이었다. 이들은 성곽으로 둘러싸인 마을에서 지냈는데, 프랑스의 탐험가 자크 카르티에가 1535년 10월 2일에 이 지역을 방문했을 때 원주민들이 '오슐라가' (Hochelaga)라는 마을에서 천여 명 정도 살고 있었다고 기록하였다. 1642년에 빌마리 요새를 지을 때와 같이 발굴했던 원주민들이 살았던 선사시대 유적은 자취를 감추었다.

### 프랑스령
1603년, 프랑스 탐험가 사뮈엘 드 샹플랭은 세인트로렌스 계곡을 따라 지어진 세인트로렌스 이로쿼이족의 정착지가 자취를 감추었다고 기록하였다. 이는 인구 전출이나 유럽에서 건너온 전염병 또는 부족간 전쟁 등의 원인으로 추정된다. 1611년, 샹플랭은 몬트리올섬에 플라스 루아얄 (La Place Royale)이라는 모피 무역소를 설치하였다. 프티트강 (Petite Rivière)과 세인트로렌스강이 합류하는 지점에 지어진 이 무역소는 오늘날의 푸앵타칼리에르 박물관이 서있는 곳이다. 샹플랭의 1616년 지도에 따르면, 이 섬은 누벨프랑스의 총독이 되고자 했던 프랑스의 고위 관리인 빌므농의 이름을 따서 빌므농섬이라고 하였다. 1639년, 제롬 르 루아예르 드 라 도베르시에르는 원주민들에게 가톨릭 신앙을 전도하기 위해 지어진 몬트리올 노트르담회의 이름으로 몬트리올섬의 영주가 되었다.
도베르시에르는 새로운 영지에 전도하기 위하여 당시 30세였던 폴 쇼메데 드 메종뇌브가 식민지에 새로 정착할 주민들을 이끌었다. 이들은 1641년에 프랑스를 떠나 이듬해에 퀘벡에 도착하였다. 1642년 5월 17일, 몬트리올섬 남부 강가에 빌마리 (Ville-Marie)라는 정착지가 세워졌고 메종뇌브는 첫 총독으로 추대받았다. 정착지에는 잔 망스가 이끄는 예배당과 교회가 지어졌다. 1643년, 빌마리는 이로쿼이족의 습격으로 공격받았다. 1651년 봄에 들어서서는 이로쿼이족의 공격이 잦아지고 과격해지면서 빌마리는 멸망 위기에 처했다. 메종뇌브는 모든 정착민들이 요새에서 엄호하도록 하였다. 1652년, 몬트리올 식민지 인구는 급격히 줄어 이듬해에 프랑스에서 100여명을 더 데려와야 했다. 1653년 가을에 프랑스에서 100명이 도착하기 전 몬트리올의 인구는 50명도 채 되지 않았다.
1663년, 누벨프랑스는 누벨프랑스 자치위원회가 이끌고 프랑스 국왕 루이 14세에게 직접 보고하는 '프로뱅스 루아얄' (province royale)로 승격하였다. 같은 해 노트르담회는 해산하였고 메종뇌브는 프랑스로 귀환하였다. 일드몽레알 영지는 1665년에 파리 생쉴피스회에 이관되었다. 쉴피스회 신부들은 몬트리올의 발전에 적지 않은 영향을 끼쳤는데, 모피 무역이 몬트리올의 주요 경제 성장원이 되었다. 경제 성장을 거듭한 빌마리는 1685년에 들어서서 인구가 600여명에 달했고 대부분은 작은 목조 주택에 살고 있었다. 쉴피스회는 1672년에 도로를 놓았고 1687년에는 빌마리 주위를 울타리로 성벽을 쌓았다. 프랑스인들이 정착하기 위해서는 모호크족이 빌마리에 있는 모피 무역상으로부터 멀리 떨어진 곳으로 이주하길 바랐다. 모호크족은 세인트로렌스강 남쪽에 가나와게라는 마을에 지냈는데, 쉴피스회는 모호크족 몇 명을 오타와강 북쪽의 사냥터로 쓰이던 곳에 마을을 지을 것을 제안했고 이게 오늘날의 가네사타게가 되었다. 1745년, 모호크족 일부는 강의 상류로 이전하여 아그와사스니라는 다른 정착지를 세웠다.
빌마리가 발전하는 동안 섬 다른 곳에도 정착지가 하나둘씩 생겨났는데, 세인트로렌스강의 수생루이 급류 (오늘날의 라신 급류)에 탐험가 르네로베르 카발리에 드 라살의 이름을 따 라살이라는 정착지가 1669년에 세워졌다. 쉴피스회는 또한 1696년에 섬 북쪽 프레리강의 수토레콜레에 또다른 포교소를 설립하였다. 이 와중에도 이로쿼이족의 공격은 17세기 말에 계속되었고 1689년 8월 5일에는 영국과 동맹을 맺은 이로쿼이족이 라신을 공격하여 누벨프랑스 역사상 최악의 대학살로 기록되었다. 이로쿼이족의 공격은 1701년 8월, 오대호 지역의 원주민 40개 민족을 대표하는 1,200여명이 누벨프랑스의 루이엑토르 드 칼리에르를 포함한 저명 인사들과 평화 협정을 맺으면서 일단락되었는데, 이를 몬트리올 대평화라고 부른다. 몬트리올은 18세기 초반에 확장을 거듭하였고 1730년대에는 교외 지역도 생겨나기 시작했고 몬트리올의 인구는 3,000여명으로 늘어났다. 이 사이 몬트리올은 모피 무역 뿐만 아니라 농업의 중심지로 거듭나기 시작한다.
1756년 7년 전쟁이 시작되기 2년 전인 1754년, 프렌치 인디언 전쟁에서 프랑스와 영국이 대치하였다. 프랑스는 몬트리올섬에 몬트리올 성벽 뿐만 아니라 로레트, 몽타뉴, 푸앵토트랑블, 센빌 등의 요새가 있었다. 1759년 9월 13일에 치러진 아브라함 평원 전투에서 영국군이 승리하여 누벨프랑스는 막을 내렸다. 1760년 4월 28일에 프랑수아 가스통 드 레비가 고지를 다시 탈환하고자 하였지만 몬트리올로 후퇴하는 수밖에 없었다. 7년 전쟁은 1763년에 막을 내리고 파리 조약으로 몬트리올은 프랑스령에서 영국령으로 바뀌었다.

### 영국령 및 산업화
몬트리올이 영국령이 되면서 무역은 대영 제국을 중심으로 돌아갔다. 당시 광활한 땅의 중심지였던 몬트리올에 주로 스코틀랜드와 잉글랜드인들이 정착하면서 이들은 무역 부호로 성장하였다. 미국 독립 전쟁 이후로 왕당파가 퀘벡주에 도착하면서, 몬트리올 지역은 영어권 개신교 신도들과 불어권 가톨릭 신도들이 공존하는 곳이 되었다.
프랑스계 캐나다인들이 수적으로 우세했지만 정치에서 이들의 민의를 반영하는 대표성이 부족하였고, 영국의 식민지가 되면서 모국어를 부정당하는 상황에 놓여 정치적 갈등으로 이어졌다. 이에 따라 1837년부터 1838년까지 로어캐나다의 혁명파 (Patriotes)들이 로어캐나다 반란을 일으켰고, 몬트리올은 이 반란의 중심지가 되었다. 1843년부터 1849년 사이에 몬트리올로 이전한 캐나다 통합주 의사당은 통합 반대파의 방화로 전소되었고, 불은 국립도서관까지 이어지면서 누벨프랑스의 중요한 자료도 앗아갔다. 이에 따라 캐나다의 수도는 토론토와 퀘벡을 번갈아가면서 이전하였고 이후 1866년부터는 오타와로 정해졌다.
19세기 초반 산업혁명과 동시에 모피 무역 위주였던 몬트리올 경제는 산업 혁명과 더불어 대량 생산과 운수업 위주로 전환하면서 주요 산업이 바뀌기 시작하였다. 1825년에는 라신 급류를 우회하는 라신 운하가 개통해 대서양과 오대호 사이의 무역이 더욱 수월해졌다. 철도망도 발전을 거듭하였는데, 1836년에 로어캐나다에서는 처음으로 라프레리와 생장쉬르리슐리외를 잇는 길이 23km의 철도 노선이, 1843년에는 샹블리 운하 철도가 개통하였다. 이 두 노선은 섐플레인호와 허드슨강을 따라 뉴욕으로 이어졌다. 1850년대에는 토론토와 캐나다 대서양 지역으로 이어지는 그랜드 트렁크 철도가 개통하였고 1860년대에는 빅토리아 철교가 개통하면서 몬트리올은 철도 중심지로 발전하였다. 1880년에는 캐나다 태평양 철도 본사가 몬트리올에 자리를 잡으면서 몬트리올은 캐나다의 철도 중심지로 자리잡았다.
오늘날 빌마리의 비외몽레알에 세워진 몬트리올은 인근 지자체를 하나둘씩 흡수하면서 면적을 넓혀갔다. 1883년 오슐라가부터 시작해 1886년에는 생장밥티스트, 1887년에는 생가브리엘, 1893년에는 코트생루이를 흡수하였다. 1905년에는 빌르레이, 생앙리, 생트큐네공드 (오늘날의 프티트부르고뉴), 1908년에는 노트르담데네이주를, 이듬해에는 생루이뒤마일엔드 및 드 로리미에가 몬트리올에 통합되었다. 1910년에는 테트로빌, 롱그푸앵트, 보리바주드라롱그푸앵트, 코트생폴, 빌에마르, 로즈몽, 보르도, 엉식, 코트데네이주, 노트르담드그라스 등 10개 지자체가 몬트리올에 통합되었고 1918년에는 수토레콜레, 카르티에빌, 메종뇌브도 흡수되었다.
전쟁 이후, 몬트리올은 근대화를 거쳐 축제 도시의 명성을 떨쳤다. 20세기 당시 미국 곳곳에서 금주령이 내려지면서 미국인들이 술, 카바레, 도박장, 약물, 성매매 등이 흥행하던 몬트리올로 건너오게 되었다. 이와 동시에 몬트리올은 미국 관광객들에게 개방적인 분위기로 알려졌다.
몬트리올은 도시 성장에도 불구하고 대공황의 여파로 높은 실업률을 유지하였다. 대공황 당시, 시 당국은 실업자들이 인프라 재건 공사에 참여하는 대가로 실업 수당을 지급했는데 이후 재정 상태가 악화돼 1940년부터 44년까지 주 정부가 위임통치하였다. 2차 세계대전 당시 전시 상황에 따라 일자리도 늘어나고 이에 따른 경제 성장도 거듭하였다.
1951년, 몬트리올의 인구는 100만 명을 돌파하였지만 토론토가 급격하게 성장하면서 캐나다 제1도시의 위상에 위협을 받기 시작하였다. 1940년대부터 토론토 증권거래소의 거래량이 몬트리올을 추월하였다. 그럼에도 불구하고 몬트리올은 50년대와 60년대에 꾸준한 성장을 거듭하여 1967년에 세계박람회를 개최하고, 시내에 고층 건물이 하나둘씩 올라가고, 고속도로가 확충되고 지하철이 개통하였다. 그럼에도 불구하고 2차 세계대전 이후로 경제 성장은 여전히 정체되어 있었다. 한편 북미 산업 중심지가 미국 중서부와 온타리오주 남부로 이동하고, 물류 수송에 있어서 트럭이 활성화되고, 1959년에 세인트로렌스 수로가 개통하면서 몬트리올의 물류 수송 허브 역할은 점차 줄어들었다.
몬트리올의 도시 경계는 몇십 년 동안 별다른 변화가 없었지만 1963년에 리비에르데프레리, 1964년에 사라게, 1968년에는 생미셸, 1982년에는 푸앵토트랑블, 1983년에는 생장드디외를 흡수하면서 시 면적이 더 넓어졌다.

### 현대
1970년대에는 영어권 캐나다인들이 주름잡던 몬트리올의 재계를 불어권 캐나다인들이 조용한 혁명을 통해 탈환하면서 사회, 정치, 경제에 있어서 여러 변화를 겪던 시기였다. 1970년에는 10월 사태로 군부대가 도시에 투입되었고, 1976년 퀘벡주 총선에서 분리주의 정당인 퀘벡당이 처음으로 당선되면서 당시 몬트리올에 있던 선라이프나 RBC와 같은 대기업들이 본사를 토론토로 이전하면서 몬트리올은 토론토에게 캐나다 제1도시의 위상을 넘겨줘야 했다. 그럼에도 불구하고 몬트리올 시장 장 드라포는 1976년에 하계 올림픽을 개최하여 도시의 위상을 세계에 떨치고자 하였다. 몬트리올의 위상은 높아졌지만 국제행사를 개최하면서 막대한 빚도 감당해야 했다.
1990년대 중반까지만 해도 몬트리올은 1981-82년, 1990-92년 경기 침체로 캐나다의 다른 도시에 비해 경제 성장이 더디기만 하였다. 이후 산업 구조 조정과 문화 산업 발전을 중심으로 몬트리올의 경제는 새로운 동력원을 찾게 되었다.
1989년 12월에는 "페미니스트"를 싫어한다고 주장하는 남성이 에콜 폴리테크니크에서 총기 난사로 여성 14명을 살해하여 몬트리올은 연쇄 여성 살해의 충격에 휩싸였다.
21세기 초반에는 퀘벡주를 통틀어 지자체 재개편이 이루어지면서 몬트리올시도 지자체 통합과 분리를 거듭한 끝에 앙주, 라신, 라살, 몽레알노르, 우트르몽, 생로랑, 생레와르, 베르됭, 피에르퐁, 록스보로, 생라파엘드릴비자르, 생트주느비에브 등이 시에 통합되었다. 이 중에서 8개 지자체는 몬트리올의 아롱디스망 (지역구)이 되었고, 피에르퐁과 록스보로는 피에르퐁 록스보로, 생라파엘드릴비자르와 생트주느비에브는 릴비자르 생트주느비에브로 통합되어 아롱디스망에 편입되었다.
21세기에 들어서서 몬트리올의 경제 및 문화에 다시 활력이 돌기 시작하였다. 시내 곳곳에 고층 아파트가 지어지고, 대규모 종합병원이 두 곳에 지어지고, 생로랑가 연선에 카르티에드스펙타클이 형성되고, 몬트리올 트뤼도 공항이 확장되고, 기존 샹플랭대교가 사뮈엘 드 샹플랭대교로 교체되고, 튀르콧 나들목이 재건설되고, 광역급행철도 공사가 한창이면서 몬트리올은 또다시 확장을 거듭하고 있다.

## 지리
몬트리올시는 퀘벡주 남서부에 위치해있다. 시는 세인트로렌스강과 오타와강이 합류하는 몬트리올섬의 대부분을 차지하며, 몬트리올항은 오대호와 대서양을 잇는 세인트로렌스 수로 끝에 위치해있다. 몬트리올은 남쪽의 세인트로렌스강과 북쪽의 프레리강을 끼고 있다. 도시 이름은 해발 232m의 세 봉우리로 이루어진 몽루아얄의 이름을 따서 지어졌다.
몬트리올은 광역 몬트리올 지역의 중심이 되는 곳으로, 북쪽에는 라발, 남쪽에는 롱괴유, 브로사르, 생람베르 등 강 남쪽의 지자체들이, 동쪽에는 레팡티니, 서쪽에는 도르발, 푸앵트클레르 등 섬 서쪽의 지자체가, 이 외에도 웨스트마운트, 몽레알웨스트, 햄스테드, 코트생룩, 몽루아얄, 몽레알에스트 등 몬트리올시에서 분리된 별도의 지자체들이 섬 곳곳에 위치해있다.

### 기후
몬트리올은 습윤 대륙성 기후로 쾨펜의 기후 구분에서 Dfb에 속한다. 여름에는 덥고 습하며 7월 기준 평균 기온이 섭씨 26도에서 27도이고, 30도를 넘어가는 경우가 곧잘 있다. 그러나 한랭전선으로 여름 초반과 막바지에는 차갑고 건조하며 바람이 센 경우도 곧잘 있다.
겨울에는 춥고, 눈이 오고, 바람이 매섭게 불며, 가끔가다 얼음으로 뒤덮이기도 한다. 1월 기준 평균 -10.5도에서 -9도 사이의 날씨를 기록한다. 하지만 기온이 영상권을 회복하는 경우도 있어서 1월과 2월에 평균 4일씩 비가 오기도 한다. 보통 12월 첫째 주나 둘째 주에 오는 눈은 3월 말까지 남아있다. 수은주가 영하 30도로 떨어지는 경우는 거의 없지만, 체감 온도가 영하 30도 밑으로 떨어지는 경우가 자주 있다.
봄과 가을에는 날씨가 무난하지만 일교차가 높으며, 봄 일교차가 가을보다 더 큰 편이다. 늦은 봄이나 가을에는 인디언 서머라고 하는 때아닌 무더위가 간간히 일어나기도 한다. 눈폭풍은 11월과 3월에 일어나는 경우가 있으며, 심지어 4월에도 일어날 수 있다. 4월 말부터 10월에는 보통 눈이 내리지 않지만, 간간히 5월 중순이나 10월 초중순에 눈이 오는 경우가 있다.
캐나다 환경부가 관측한 몬트리올의 역대 최저 기온은 1957년 1월 15일에 관측된 영하 37.8도이고, 최대 기온은 1975년 8월 1일에 관측된 영상 37.6도로, 둘 다 도르발 국제공항에서 관측되었다. 현대 기상 관측이 도입되기 이전에는 1859년 1월 10일 오전 7시에는 최저 기온이 이보다 5도 낮은 영하 42도를 기록하였다.
연간 강수량은 1,000mm 정도로, 이는 11월에서 3월까지 오는 210cm의 눈을 포함한다. 천둥은 늦봄부터 초가을까지 흔하며 열대폭풍으로 많은 비가 내리거나 강풍이 몰아칠 수 있다. 몬트리올은 연간 2,050시간의 햇빛이 들어오며, 여름에는 높은 강수량으로 비가 오는 날이 많지만 겨울에 비해 일조량이 높은 편이다.
| 몬트리올 (몬트리올 피에르 엘리오트 트뤼도 국제공항)의 기후                                  | 몬트리올 (몬트리올 피에르 엘리오트 트뤼도 국제공항)의 기후 | 몬트리올 (몬트리올 피에르 엘리오트 트뤼도 국제공항)의 기후 | 몬트리올 (몬트리올 피에르 엘리오트 트뤼도 국제공항)의 기후 | 몬트리올 (몬트리올 피에르 엘리오트 트뤼도 국제공항)의 기후 | 몬트리올 (몬트리올 피에르 엘리오트 트뤼도 국제공항)의 기후 | 몬트리올 (몬트리올 피에르 엘리오트 트뤼도 국제공항)의 기후 | 몬트리올 (몬트리올 피에르 엘리오트 트뤼도 국제공항)의 기후 | 몬트리올 (몬트리올 피에르 엘리오트 트뤼도 국제공항)의 기후 | 몬트리올 (몬트리올 피에르 엘리오트 트뤼도 국제공항)의 기후 | 몬트리올 (몬트리올 피에르 엘리오트 트뤼도 국제공항)의 기후 | 몬트리올 (몬트리올 피에르 엘리오트 트뤼도 국제공항)의 기후 | 몬트리올 (몬트리올 피에르 엘리오트 트뤼도 국제공항)의 기후 | 몬트리올 (몬트리올 피에르 엘리오트 트뤼도 국제공항)의 기후 |
| 월                                                                                          | 1월                                                        | 2월                                                        | 3월                                                        | 4월                                                        | 5월                                                        | 6월                                                        | 7월                                                        | 8월                                                        | 9월                                                        | 10월                                                       | 11월                                                       | 12월                                                       | 연간                                                       |
| ------------------------------------------------------------------------------------------- | ---------------------------------------------------------- | ---------------------------------------------------------- | ---------------------------------------------------------- | ---------------------------------------------------------- | ---------------------------------------------------------- | ---------------------------------------------------------- | ---------------------------------------------------------- | ---------------------------------------------------------- | ---------------------------------------------------------- | ---------------------------------------------------------- | ---------------------------------------------------------- | ---------------------------------------------------------- | ---------------------------------------------------------- |
| 역대 최고 기온 °C (°F)                                                                      | 13.9 (57.0)                                                | 15.1 (59.2)                                                | 25.8 (78.4)                                                | 30.0 (86.0)                                                | 36.6 (97.9)                                                | 35.0 (95.0)                                                | 36.1 (97.0)                                                | 37.6 (99.7)                                                | 33.5 (92.3)                                                | 28.3 (82.9)                                                | 24.3 (75.7)                                                | 18.0 (64.4)                                                | 37.6 (99.7)                                                |
| 일평균 최고 기온 °C (°F)                                                                    | −5.0 (23.0)                                                | −3.4 (25.9)                                                | 2.4 (36.3)                                                 | 11.3 (52.3)                                                | 19.4 (66.9)                                                | 24.2 (75.6)                                                | 26.7 (80.1)                                                | 25.7 (78.3)                                                | 21.1 (70.0)                                                | 13.2 (55.8)                                                | 6.1 (43.0)                                                 | −1.2 (29.8)                                                | 11.7 (53.1)                                                |
| 일일 평균 기온 °C (°F)                                                                      | −9.2 (15.4)                                                | −8.0 (17.6)                                                | −2.0 (28.4)                                                | 6.2 (43.2)                                                 | 13.9 (57.0)                                                | 19.0 (66.2)                                                | 21.7 (71.1)                                                | 20.6 (69.1)                                                | 16.0 (60.8)                                                | 8.9 (48.0)                                                 | 2.3 (36.1)                                                 | −5.0 (23.0)                                                | 7.0 (44.6)                                                 |
| 일평균 최저 기온 °C (°F)                                                                    | −13.5 (7.7)                                                | −12.4 (9.7)                                                | −6.5 (20.3)                                                | 1.1 (34.0)                                                 | 8.3 (46.9)                                                 | 13.8 (56.8)                                                | 16.7 (62.1)                                                | 15.6 (60.1)                                                | 10.9 (51.6)                                                | 4.5 (40.1)                                                 | −1.7 (28.9)                                                | −8.7 (16.3)                                                | 2.3 (36.1)                                                 |
| 역대 최저 기온 °C (°F)                                                                      | −37.8 (−36.0)                                              | −33.9 (−29.0)                                              | −29.4 (−20.9)                                              | −15.0 (5.0)                                                | −4.4 (24.1)                                                | 0.0 (32.0)                                                 | 6.1 (43.0)                                                 | 3.3 (37.9)                                                 | −2.2 (28.0)                                                | −7.2 (19.0)                                                | −19.4 (−2.9)                                               | −32.4 (−26.3)                                              | −37.8 (−36.0)                                              |
| 평균 강수량 mm (인치)                                                                       | 85.8 (3.38)                                                | 65.5 (2.58)                                                | 77.2 (3.04)                                                | 90.0 (3.54)                                                | 85.6 (3.37)                                                | 83.6 (3.29)                                                | 91.1 (3.59)                                                | 93.6 (3.69)                                                | 89.2 (3.51)                                                | 103.1 (4.06)                                               | 84.2 (3.31)                                                | 91.9 (3.62)                                                | 1,040.8 (40.98)                                            |
| 평균 강우량 mm (인치)                                                                       | 32.8 (1.29)                                                | 16.9 (0.67)                                                | 37.3 (1.47)                                                | 74.9 (2.95)                                                | 85.6 (3.37)                                                | 83.6 (3.29)                                                | 91.2 (3.59)                                                | 93.6 (3.69)                                                | 89.2 (3.51)                                                | 101.6 (4.00)                                               | 67.4 (2.65)                                                | 44.2 (1.74)                                                | 818.3 (32.22)                                              |
| 평균 강설량 cm (인치)                                                                       | 52.0 (20.5)                                                | 47.1 (18.5)                                                | 37.1 (14.6)                                                | 14.8 (5.8)                                                 | 0.0 (0.0)                                                  | 0.0 (0.0)                                                  | 0.0 (0.0)                                                  | 0.0 (0.0)                                                  | 0.0 (0.0)                                                  | 1.1 (0.4)                                                  | 16.3 (6.4)                                                 | 48.2 (19.0)                                                | 216.6 (85.3)                                               |
| 평균 강수일수 (≥ 0.2 mm)                                                                    | 17.1                                                       | 13.7                                                       | 13.7                                                       | 12.4                                                       | 13.8                                                       | 12.9                                                       | 12.8                                                       | 11.2                                                       | 11.3                                                       | 13.5                                                       | 14.3                                                       | 16.8                                                       | 163.3                                                      |
| 평균 강우일수 (≥ 0.2 mm)                                                                    | 4.5                                                        | 3.8                                                        | 7.0                                                        | 11.4                                                       | 13.7                                                       | 12.9                                                       | 12.8                                                       | 11.2                                                       | 11.3                                                       | 13.2                                                       | 11.1                                                       | 6.7                                                        | 119.6                                                      |
| 평균 강설일수 (≥ 0.2 cm)                                                                    | 15.4                                                       | 12.4                                                       | 9.0                                                        | 3.0                                                        | 0.04                                                       | 0.0                                                        | 0.0                                                        | 0.0                                                        | 0.0                                                        | 0.63                                                       | 4.8                                                        | 12.8                                                       | 58.2                                                       |
| 평균 상대 습도 (%)                                                                          | 68.1                                                       | 63.0                                                       | 57.8                                                       | 50.7                                                       | 49.8                                                       | 53.6                                                       | 55.5                                                       | 56.1                                                       | 58.2                                                       | 61.4                                                       | 66.4                                                       | 71.9                                                       | 59.4                                                       |
| 평균 월간 일조시간                                                                          | 101.2                                                      | 127.8                                                      | 164.3                                                      | 178.3                                                      | 228.9                                                      | 240.3                                                      | 271.5                                                      | 246.3                                                      | 182.2                                                      | 143.5                                                      | 83.6                                                       | 83.6                                                       | 2,051.3                                                    |
| 가능 일조율                                                                                 | 35.7                                                       | 43.7                                                       | 44.6                                                       | 44.0                                                       | 49.6                                                       | 51.3                                                       | 57.3                                                       | 56.3                                                       | 48.3                                                       | 42.2                                                       | 29.2                                                       | 30.7                                                       | 44.4                                                       |
| 출처: 캐나다 환경기후변화부 (평년값: 1991년~2020년, 극값: 1941년~현재, 일조: 1981년~2010년) |                                                            |                                                            |                                                            |                                                            |                                                            |                                                            |                                                            |                                                            |                                                            |                                                            |                                                            |                                                            |                                                            |

## 행정
몬트리올시는 몬트리올 시의회와 19개의 아롱디스망 (지역구) 의회가 운영한다. 시의회와 지역구 의회의 권한은 주법이자 도시의 헌법인 몬트리올시 헌장에 명시되어있다.
몬트리올 시의회는 시의 주요 행정 기관으로, 몬트리올 시장, 지역구청장 19명, 시의원 46명으로 이루어져있다. 시의회는 몬트리올 시청에 위치해있다. 2017년부터는 몬트리올 시장 발레리 플랑트의 정당인 프로제 몽레알 (Projet Montréal)이 시의회 의석의 과반을 차지하고 있다. 2021년 지방선거 당시 플랑트 시장은 재선하였으며, 앙상블 몽레알 (Ensemble Montréal)은 시의회에서 야당으로 자리잡고 있다.
몬트리올 시장은 시의 행정권을 담당하고, 다른 후보에 비해 득표 수가 가장 많은 후보가 당선되며, 임기는 4년이다. 몬트리올 시장은 시의회와 더불어 광역의회와 몬트리올 집행위원회 위원, 몬트리올 시내 지역구인 빌마리의 구청장 또한 역임한다.
구청장은 해당 지역구의 주민들이 직접 선출하고, 시의원은 해당 선거구의 주민들이 직접 선출하여 시의회에서 과반석을 차지하는 정당이 시정을 이끌게 된다.
몬트리올 광역의회는 몬트리올시를 포함한 몬트리올섬 내 16개 지자체가 모이는 의사기관으로, 광역의회는 몬트리올섬 전체를 통틀어서 경찰, 등기 및 공시지가, 수돗물, 폐수 및 오물 처리, 도로 및 대중교통 관련 업무를 수행한다. 광역의원으로는 몬트리올 시장, 몬트리올 시의원 15명 및 몬트리올섬 내 지자체 대표 1명씩으로 구성되어있다.

### 아롱디스망
몬트리올시는 19개의 지역구인 아롱디스망으로 나뉘어있다. 각 아롱디스망의 경계는 2006년 지방선거부터 바뀌지 않고 그대로 있으며 대부분 아롱디스망은 2002년에 몬트리올시에 통합되기 전 지자체 경계를 그대로 유지하고 있다.
아롱디스망은 지역구 대표인 아롱디스망 청장과 시의원, 아롱디스망 의원이 있는 지역구의 경우 최대 3명까지로 구성되어있다. 19개의 아롱디스망에는 총 39명의 아롱디스망 의원이 있다. 이들은 도시 계획, 쓰레기 수거 및 재활용, 문화, 여가, 공동체 발전, 공원, 도로, 주거, 화재 예방 관련 업무를 수행한다.
| 이름 (한글)                   | 이름 (불문)                              | 면적 (km2) | 인구 (2016) | 인구밀도 (명/km2) |
| ----------------------------- | ---------------------------------------- | ---------- | ----------- | ----------------- |
| 라살                          | LaSalle                                  | 16.3       | 76,853      | 4,714.9           |
| 라신                          | Lachine                                  | 17.7       | 44,489      | 2,513.5           |
| 로즈몽 라프티트파트리         | Rosemont–La Petite-Patrie                | 15.9       | 139,590     | 8,779.2           |
| 르쉬드웨스트                  | Le Sud-Ouest                             | 15.7       | 78,151      | 4,977.8           |
| 르플라토 몽루아얄             | Le Plateau-Mont-Royal                    | 8.1        | 104,000     | 12,839.5          |
| 리비에르데프레리 푸앵토트랑블 | Rivière-des-Prairies–Pointe-aux-Trembles | 42.3       | 106,743     | 2,523.5           |
| 릴비자르 생트쥬느비에브       | L'Île-Bizard–Sainte-Geneviève            | 23.6       | 18,413      | 780.2             |
| 몽레알노르                    | Montréal-Nord                            | 11.1       | 84,234      | 7,588.6           |
| 메르시에 오슐라가메종뇌브     | Mercier–Hochelaga-Maisonneuve            | 25.4       | 136,024     | 5,355.3           |
| 베르됭                        | Verdun                                   | 9.7        | 69,229      | 7,137.0           |
| 빌르레 생미셸 파크엑스탕시옹  | Villeray–Saint-Michel–Parc-Extension     | 16.5       | 143,853     | 8,718.4           |
| 빌마리                        | Ville-Marie                              | 16.5       | 89,170      | 5,404.2           |
| 생레오나르                    | Saint-Léonard                            | 13.5       | 78,305      | 5,800.0           |
| 생로랑                        | Saint-Laurent                            | 42.8       | 98,828      | 2,309.1           |
| 앙주                          | Anjou                                    | 13.7       | 42,796      | 3,123.8           |
| 엉식 카르티에빌               | Ahuntsic-Cartierille                     | 24.2       | 134,245     | 5,547.3           |
| 우트르몽                      | Outremont                                | 3.9        | 23,954      | 6,142.1           |
| 코트데네이주 노트르담드그라스 | Côte-des-Neiges–Notre-Dame-de-Grâce      | 21.4       | 166,520     | 7,781.3           |
| 피에르퐁 록스보로             | Pierrefonds-Roxboro                      | 27.1       | 69,297      | 2,557.1           |
| 합계                          | 합계                                     | 365.2      | 1,704,694   | 4,667.8           |

### 주의회
퀘벡주의회는 각 선거구에서 다수의 표로 당선된 주의원으로 구성되며, 몬트리올에는 총 27개의 선거구가 있다. 아래는 2021년 11월 13일 기준 몬트리올의 27개 선거구를 대표하는 주의원 목록이다. 이 중 여당인 퀘벡미래연합 (CAQ) 의원이 2명, 제1야당인 퀘벡 자유당 (PLQ) 의원이 20명, 제2야당인 퀘벡연대 (QS) 의원이 5명이다.

### 연방 의회
캐나다 하원에서는 각 선거구에서 다수의 표를 획득한 후보가 하원의원으로 당선된다. 몬트리올에는 18개의 선거구가 있으며, 아래는 하원의원 목록이다. 이 중 여당인 자유당 의원은 16명, 제2야당인 퀘벡 블록 의원 1명, 제3야당인 신민주당 의원은 1명이다.
캐나다 상원에서는 캐나다 총리가 지역구에 따라 상원의원을 내정하는데 이 중 몬트리올은 세 곳에 속해있다.

## 경제

### 해상교통
세인트로렌스강이 몬트리올과 북동부로 약 1,000마일 (1,600 킬로미터)이나 떨어져 있는 대서양을 잇고 있다. 몬트리올은 또한 대서양과 오대호 사이를 다니는 배의 종점이 되기도 한다.

### 육상(철도)교통
몬트리올은 캐나다에서 가장 큰 철도 교통의 중심지들 중의 하나로 평가된다. 캐나다 내셔널 철도가 도시에 본부를 두고 있으며, 대서양과 태평양으로 화물을 운반한다. 몇몇의 철도들은 몬트리올과 미국의 도시들 사이를 연결한다.

### 육상(도로)교통
몇몇의 주요 고속도로들이 몬트리올을 가로지르는 편이다.

### 항공교통
이 도시에서 출생한 트뤼도 전 총리의 이름을 딴 몬트리올 피에르 엘리오트 트뤼도 국제공항이 몬트리올 섬의 서부에 뻗어있다. 섬의 북서부에 위치한 몬트리올 미라벨 국제공항은 화물 운반에 목적을 두고 있다. 에어캐나다의 본사하고 대한민국 총영사관 겸 국제민간항공기구의 본부가 위치해 있다. 현재 인천국제공항에서 몬트리올까지 운항하는 직항노선은 없으며, 토론토나 오타와, 핼리팩스, 댈러스, 디트로이트, 애틀랜타, 뉴욕(JFK), 암스테르담, 파리, 프랑크푸르트를 경유해야 한다.

### 공업
공업은 그레이터 몬트리올의 가장 큰 고용주이다. 5,000개의 공장들이 근로자들의 4분의 1을 고용하고 있다. 이 공장들은 퀘벡의 산업 생산의 3분의 2를 차지한다. 비행기의 부품, 통신 기구, 식품 가공업 등이 발달하였다. 또한 그 지역은 화학, 의류, 담배 제품 제조업의 중심지이다. 약품 공업이 화학품의 중요한 산업이고, 몬트리올의 석유 정제소가 캐나다의 가솔린의 대부분을 생산하고 있다.

### 무역과 금융
그레이터 몬트리올에 있는 회사들이 캐나다의 국제 무역에 중요한 역할을 한다. 몬트리올의 2개국어 문화는 프랑스와 다른 유럽의 나라들과 상대하는 무역에 특별한 출입에 도움이 되고 있다. 소매상 지역에는 캐나다에서 가장 큰 백화점들을 포함하고 있다.
몬트리올에는 캐나다 정부에 의하여 공인된 은행들의 지점들이 있다. 도시에 있는 은행, 신용 조합과 다른 금융 기관들의 대부금이 캐나다 전역의 비지니스와 산업의 번창에 기여하고 있다. 몬트리올 은행은 1817년에 설립된 캐나다 최초의 은행이며, 캐나다 최초의 증권 시장인 몬트리올 증권 거래소가 1874년에 열렸다.

## 인구
캐나다 통계청에 따르면 몬트리올시 인구는 2021년 기준 1,762,949명으로, 4,291,732명이 광역 몬트리올 지역에 거주하면서 2016년에 비해 인구 수가 2.9% 증가하였다. 퀘벡통계연구소에 따르면 2041년 몬트리올시 인구는 200만 8천 명, 광역 인구는 493만 8천 명을 돌파할 것으로 예상된다. 2016년 인구조사 기준 몬트리올 지역 내 14세 미만 아동은 전체 인구의 16.9%를 차지했으며, 65세 이상 노인은 전체 인구의 16.4%를 차지하였다.

### 이민
몬트리올의 민족 구성을 살펴봤을 때 2016년 인구 조사 기준 캐나다인이라고 답한 사람이 전체의 43.8%에 달하고 퀘벡인이라고 답한 사람도 2.1%였다. 그 다음으로 유럽 민족이 다수를 차지하는데, 프랑스인라고 답한 사람이 전체 인구의 21.7%, 이탈리아인은 7%, 아일랜드인 6%, 잉글랜드인 3.4%, 스코틀랜드인 3.1% 순이었다. 퀘벡통계연구소에 따르면 2041년 몬트리올시 인구는 200만 8천 명, 광역 인구는 493만 8천 명을 돌파할 것으로 예상된다. 이 외에도 아이티인 3.3%, 동인도인 1.2% 등 카리브해 민족들과, 알제리인 2.1%, 모로코인 1.9%, 레바논인 1.7% 등 중동 민족도 있고, 아시아 민족의 경우에는 중국인 2.7%, 베트남인 1.0%, 필리핀인 0.9% 순이였다.
몬트리올시 전체 인구의 34.2%, 광역 인구의 25.5%는 백인이 아닌 유색인종에 해당하며, 이는 1981년 5.2%보다 더욱 늘어난 수치이다. 전체 인구의 10.3%는 흑인이고, 7.3%는 아랍인, 4.1%는 라티노, 3.3%는 남아시아인, 중국인은 3.3%였다. 캐나다 고용 형평법에 따르면 유색인종은 "원주민을 제외하고 코카서스 인종이나 백인이 아닌 사람"으로 규정하고 있다.
2016년 기준 몬트리올에서 프랑스어를 모국어로 하는 사람은 63.0%였고, 영어는 11.0%, 프랑스어와 영어가 둘 다 모국어인 경우는 1.2%에 해당했다. 나머지 24.8%는 프랑스어나 영어가 제3언어를 모국어로 하는 알로폰 (allophones) 이라고 하는데, 아랍어는 3.7%, 스페인어 3.0%, 이탈리아어 2.5%, 중국어 1.8%, 크레올 1.3%, 그리스어 0.9%, 루마니아어 0.8%, 포르투갈어 0.7%, 러시아어 0.6%, 베트남어 0.6% 순이었다. 몬트리올은 특히 인구 대부분이 프랑스어와 영어를 둘 다 능숙하게 구사하며, 세 개 이상의 언어를 구사하는 사람들의 비율이 인구 전체의 21%를 차지하여 캐나다에서 가장 많은 것으로 파악되었다.
몬트리올 지역 주민 대부분은 천주교 신자이지만, 성당을 매주 다니는 사람은 캐나다에서 가장 적은 편이다. 몬트리올은 역사적으로 북미에서 각종 성당으로 천주교의 중심지였지만 조용한 혁명을 거치고 나서 종교의 비중이 줄어든 편이다. 자신이 믿는 종교가 기독교라고 답한 사람은 65.8%였으며, 52.8%는 프랑스, 이탈리아, 아일랜드계 정착인들의 영향으로 천주교라고 답하였으며, 그외 영국계와 독일계의 영향을 받은 개신교는 5.9%, 그리스계, 러시아계, 우크라이나계 등의 영향을 받은 다른 기독교 종파는 3.7%에 해당하였다.
이 외에도 인구의 9.6%는 이슬람교 신자이며, 캐나다에서 이슬람 신도 비중이 두 번째로 가장 높은 곳이다. 유대교 또한 8.6%를 차지했는데, 몬트리올섬의 코트생룩과 햄프스테드, 우트르몽 지역 등이 유대인 비중이 높은 편이다.

## 문화

### 밤문화
몬트리올은 활발한 파티와 마약과 섹스에 대한 관대한 태도 덕분에 '북쪽의 죄악의 도시'라 불린다. 카르티에 데스펙타클에 있는 홍등가는 스트립 클럽과 성인용품점이 많아 현지인들과 관광객들 모두 즐겨 찾는다. 1920년대 금주법 시대에 미국인들이 술과 도박을 위해 국경을 넘어 몬트리올에 오면서 밤문화가 발달하게 되었다.

### 스포츠
24번이나 스탠리 컵을 가장 많이 우승한 아이스하키 팀 카나디앵 드 몽레알이 있으며, MLS 참가 중인 CF 몽레알 프로축구단이 있다. 과거 야구팀 몬트리올 엑스포스(현재 워싱턴 내셔널스의 전신)가 있었다.

### 지하도시
몬트리올 언더그라운드 시티는 1962년에 건설된 지하쇼핑센터를 1984년~1992년에 걸쳐 확장한 뒤 2008년 최종 완공한 것이다. 면적이 여의도의 네 배에 달한다(총 면적 12km2).
언더그라운드 시티를 건설한 이유는 평균 기온이 영하 10℃에 이르는 몬트리올의 춥고 긴 겨울 때문이다. 지상에 나가지 않고 모든 것을 해결할 수 있도록 아파트와 호텔, 은행, 사무실, 쇼핑몰, 박물관, 대학, 공연장, 지하철역과 기차역 등 모든 것을 갖췄다. 하루 평균 50만 명의 사람들이 언더그라운드 시티 안에서 지내며, 120개의 통로가 지상과 연결돼 있다.

## 교육
몬트리올에 있는 불어권 대학교는 아래와 같다. 이 중 몬트리올 대학교와 공과대학인 폴리테크닉, 비즈니스 및 경영 대학인 HEC 몽레알은 같은 캠퍼스에 있다.
- 몬트리올 대학교 (Université de Montréal, U de M)
- 몬트리올 퀘벡 주립 대학교 (Université du Québec à Montréal, UQÀM)
- 고등기술학교 (École de technologie supérieure, ÉTS)
- 에콜 폴리테크닉 (École polytechnique)
- HEC 몽레알 (HEC Montréal)

몬트리올은 또한 두 개의 영어권 대학교가 있다.
- 맥길 대학교 (McGill University)
- 콘코디아 대학교 (Concordia University)

몬트리올에는 또한 고등학교와 3년제 대학교 사이에 비외이몽레알, 앙드레 로랑도와 같은 불어권 CÉGEP과 도슨, 바니에와 같은 영어권 CÉGEP 등이 존재한다.
영어권 몬트리올 교육청 (English Montreal School Board, EMSB)과 레스터 B. 피어슨 교육청 (Lester B. Pearson School Board LBPSB)은 영어로 수업하는 여러 공립학교를 관리한다. 그리고 몬트리올 교육청 (Commission scolaire de Montréal, CSDM), 마르그리트 부르주아 교육청 (Commission scolaire Marguerite-Bourgeoys, CSMB)과 포앵트드릴 교육청 (Commission scolaire Pointe-de-l'Île)은 프랑스어로 수업하는 여러 공립학교를 관리한다.

## 주해
1. ↑  프랑스어가 가장 많이 쓰이는 도시로 콩고민주공화국의 킨샤사와 코트디부아르의 아비장이 몬트리올보다 인구가 많고 프랑스어가 유일한 공용어이기 때문에 몬트리올보다 앞서지만, 해당 도시에서 프랑스어를 모국어로 하는 사람들은 드물다.
2. ↑  발음은 사람마다 다를 수 있다. 예를 들면, /r/은 세대에 따라 /r/, /ʁ/, 또는 /ʀ/로 발음할 수 있고, /ɔ̃/ 또한 /ɔ̃/ 또는 /õ/로 발음할 수 있다.
3. ↑  아롱디스망 의원은 시의원 수에 따라 다르다. 인구 수가 많은 아롱디스망의 경우에는 시의원 수가 많은 대신 아롱디스망 의원이 존재하지 않으며, 인구 수가 비교적 적은 아롱디스망의 경우에는 시의원 수가 적지만 아롱디스망 의원이 최대 3명까지 존재한다. 아롱디스망 의회는 이에 따라 5명에서 7명으로 구성된다.

## 같이 보기
- 1976년 하계 올림픽
- 몬트리올 교향악단
- 몬트리올 의정서
- 몬트리올 베이글
- 몬트리올 스모크트 미트